# Duomyia loxocerina
Duomyia loxocerina är en tvåvingeart som beskrevs av Mcalpine 1973. Duomyia loxocerina ingår i släktet Duomyia och familjen bredmunsflugor. Inga underarter finns listade i Catalogue of Life.